# Leefmansia
Leefmansia is een geslacht van vliesvleugeligen uit de familie Encyrtidae. De wetenschappelijke naam van dit geslacht is voor het eerst geldig gepubliceerd in 1928 door Waterston.

## Soorten
Het geslacht Leefmansia is monotypisch en omvat slechts de volgende soort:
- Leefmansia bicolor Waterston, 1928